# أوسا ليند
أوسا ليند (بالسويدية: Åsa Lind) هي كاتبة سويدية لكتب الأطفال واليافعين، وُلدت سنة 1958 في كاربكن برعية تُوشيو في أونغيرمانلاند، وتقيم في ستوكهولم. عملت سابقًا صحفيةً وفي مجال المطاعم قبل أن تتفرّغ للكتابة بدوام كامل، وهي عضوٌ في الأكاديمية السويدية لأدب الأطفال. اشتهرت بسلسلة «ذئب الرمل» (Sandvargen) التي حازت عنها لوحة نيلس هولغيرسون سنة 2003، كما مُنحت جائزة كولا غولا سنة 2014.

## الحياة والمسيرة
وُلدت ليند سنة 1958 في كاربكن بأونغيرمانلاند، ونشطت في أدب الطفل منذ منتصف التسعينيات. تقيم وتعمل في ستوكهولم، وقد عملت قبل تفرّغها للكتابة صحفيةً وفي المطاعم، فضلًا عن خبرات مهنية أخرى متفرقة. نالت كتبها انتشارًا واسعًا، لا سيما سلسلة «ذئب الرمل»التي تُرجمت إلى لغات عدّة، وتعمل ليند كذلك في مجال كتب الصور وكتب المعرفة للأطفال.

## الجوائز
- لوحة نيلس هولغيرسون (2003) عن كتاب Sandvargen، بموجب قرار جمعية المكتبات السويدية[5].
- جائزة كولا غولا (2014)، وفق إعلان اتحاد الكتّاب السويدي مرفقًا بتسويغ اللجنة[6].

## عضوية
- عضو الأكاديمية السويدية لأدب الأطفال (سvenska Barnboksakademin)، الكرسي رقم 8[4].